# Chloroclystis orphnobathra
Axinoptera orphnobathra là một loài bướm đêm trong họ Geometridae.